# Монтюкла, Жан Этьен
Жан Этьен Монтюкла́ (фр. Jean-Étienne Montucla; 5 сентября 1725[…], Лион, Королевство Франция — 18 декабря 1799[…], Версаль, Первая Французская республика) — французский математик и историк математики. 
Член Парижской академии наук (1796; associé non résidant de la 1ère Classe de l'Institut national), иностранный член Берлинской академии наук (1755). 
Автор первой в истории монографии по истории математики (1758 год, доработана и издана посмертно в 1799 году).

## Биография и научная деятельность
Учился в Тулузском университете и в Сорбонне. С 1758 года находился на государственной службе, работал секретарем интендантства в Гренобле (1761). В 1764 году был секретарем колонизационной экспедиции в Гвиану, с 1765 года в Париже заведовал цензурой книг по математике. В Версале осуществлял надзор за строительством (1766—1791).
В 1754 году опубликовал «Историю исследований квадратуры круга» (фр. Histoire des récherches sur la quadrature du cercle). В 1758 году стал первым историком математики, опубликовав фундаментальную работу «История математики» в двух томах (фр. Histoire des mathématiques). Посмертно, в 1799 году её дополнил до четырёх томов и издал астроном Жозеф Жером Лефрансуа де Лаланд (1799). Первые 2 тома излагают историю «чистой математики», том 3 посвящён истории прикладной математики и механики, том 4 — история астрономии. Труд Монтюкла послужил основой для дальнейших работ в этом направлении.
В результате Французской революции впал в нищету, из которой лишь незадолго до смерти сумел выбраться благодаря переизданию «Истории математики». Монтюкла переиздал дополненную им редакцию «Математических и физических развлечений» Жака Озанама (1778).